# Црква Светог цара Константина и царице Јелене у Љубишу
Црква Светог цара Константина и царице Јелене у Љубишу, насељеном месту на територији општине Чајетина, подигнута је 1924. године и припада Епархији жичкој Српске православне цркве.
Црква је подигнута, од добровољних прилога грађана овог села, уз леву обалу реке Љубишнице, на непуна три километра од центра села, по пројекту мештанина инжењера Миладина Пећинара, зидарске послове је обавио Недељко Шуљагић из села Драглица, а Јефрем Туцовић из села Гостиља, поставио је спољну и унутрашњу столарију.
Ова црква има крстасту основу са полукружном апсидом на источној страни, а над двосливним кровом уздиже се купола. На дрвеном иконостасу су иконе сликане на платну. Тада је Љубиш добио и првог свештеника Маринка Ђурића. 
Црква је 1993. године у потпуности обновљена, покривена бакарним лимом, поправљена је и звонара, а завршена је и парохијска кућа за свештеника.